# Adamanasuchus
Adamanasuchus é um género extinto de aetossauro. Fósseis foram encontrados em várias localidades do Grupo Chinle no Arizona e data do período Carniano do final do Triássico. Recebeu este nome em homenagem ao local Adamanian onde este vertebrado foi encontrado.